# Heliodoxa schreibersii
El brillante ventrinegro (Heliodoxa schreibersii), también denominado diamante barbinegro (en Colombia), colibrí de garganta negra, brillante de garganta negra (en Perú) o brillante gorginegro (en Ecuador), es una especie de ave apodiforme de la familia Trochilidae —los colibríes— perteneciente al género Heliodoxa. Algunos autores sostienen que se divide en dos especies diferentes. Es nativo de regiones amazónicas y contrafuertes andinos orientales del noroeste de América del Sur.

## Distribución y hábitat
Se distribuye de forma disjunta; por el sureste de Colombia, este de Ecuador, noreste de Perú hasta el extremo noroeste de la Amazonia brasileña; y en el centro este y sureste de Perú.
Esta especie es considerada bastante poco común en sus hábitats naturales: el interior de selvas húmedas altas y matorrales en la zonas tropical y tropical de altitud, en altitudes entre 400 y 1000 m, localmente hasta los 1450 m en el este de Ecuador y excepcionalmente hasta los 1900 m en la misma región. La subespecie whitelyana habita en selvas húmeda montanas entre 600 y 1250 m.

## Descripción
Los machos de esta especie pueden medir de 11,5 a 13 cm de longitud y pesar alrededor de 9,9 g mientras que las hembras pueden alcanzar la misma longitud y un peso de 7,1 a 8,5 g. 

## Sistemática

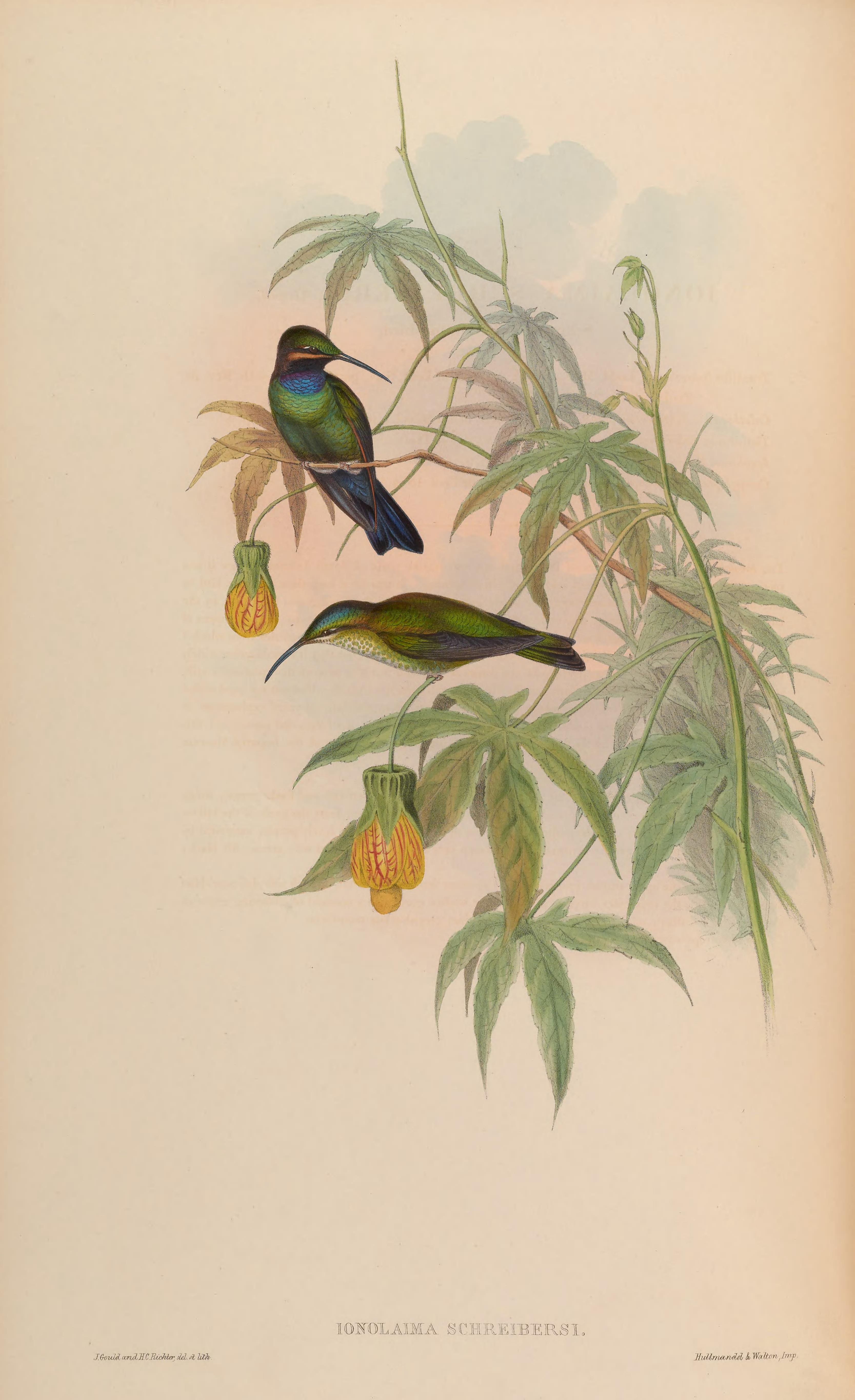
Ionolaima schreibersii, sinónimo de Heliodoxa schreibersii, ilustración de Gould y Richter en A monograph of the Trochilidae, or family of humming-birds 2, 1861.

### Descripción original
La especie H. schreibersii fue descrita por primera vez por el ornitólogo francés Jules Bourcier en 1847 bajo el nombre científico Trochilus schreibersii; su localidad tipo es: «Alto Río Negro, Brasil».

### Etimología
El nombre genérico femenino «Heliodoxa» se compone de las palabras del griego «hēlios» que significa ‘sol’, y «doxa» que significa ‘gloria’, ‘magnificencia’; y el nombre de la especie «schreibersii», conmemora al zoólogo austríaco Karl Franz Anton von Schreibers (1775–1852).

### Taxonomía
La subespecie Heliodoxa schreibersii whitelyana, endémica de Perú, es tratada como una especie separada de la presente por las clasificaciones Aves del Mundo (HBW) y Birdlife International (BLI): el brillante pechinegro (Heliodoxa whitelyana), con base en diferencias morfológicas; pero esto no es seguido por las principales clasificaciones. Las diferencias citadas por HBW para justificar la separación son: la falta de la banda verde resplandeciente en el pecho, los flancos negros y no verdes, haciendo con que las partes inferiores sean todas más negras y la cola de la hembra tan larga como la del macho (más corta en schreibersii). Ambas fueron colocadas en el pasado en un género Ionolaima.

### Subespecies
Según las clasificaciones del Congreso Ornitológico Internacional (IOC) y Clements Checklist/eBird  se reconocen dos subespecies, con su correspondiente distribución geográfica:
- Heliodoxa schreibersii schreibersii (Bourcier), 1847 – sureste de Colombia, este de Ecuador y norester de Perú (al sur hasta San Martín) hasta el extremo noroeste de la Amazonia brasileñal (alto río Negro).
- Heliodoxa schreibersii whitelyana (Gould), 1872 – centro este y sureste de Perú (Pasco y Junín hasta el norte de Cuzco y oeste de Madre de Dios).